# Innalzamento e abbassamento degli indici
In matematica e in fisica matematica, l'innalzamento e l'abbassamento degli indici sono operazioni che vengono fatte su tensori per cambiarne il tipo.

## Tipo di un tensore
Dato un campo tensoriale su una varietà M, in presenza di una forma non-singolare su M (come una metrica riemanniana o una metrica di Minkowski), si può innalzare o abbassare gli indici per trasformare un tensore di tipo (a, b) a un tensore di tipo (a + 1, b − 1) (indici alzati) o in un tensore (a − 1, b + 1) (indici abbassati), dove la notazione (a, b) è stata usata per denotare l'ordine a + b con a indici superiori e b indici inferiori.
Si fa questo moltiplicando per il tensore metrico covariante o controvariante e poi contraendo gli indici, (ovvero ponendo due indici uguali e poi sommando sugli indici ripetuti, applicando la notazione di Einstein). Vedere gli esempi sotto.

## Vettori (tensori di ordine 1)
Moltiplicare un tensore per il tensore metrico controvariante {\displaystyle g^{ij}} e contrarlo produce un altro tensore con un indice superiore:
{\displaystyle g^{ij}A_{j}=B^{i}\,,}
Spesso il tensore risultante viene denotato con la stessa lettera del tensore iniziale, ma con l'indice innalzato, quindi si scrive
{\displaystyle g^{ij}A_{j}=A^{i}\,.}
Similmente, moltiplicare per il tensore metrico covariante e contrarre abbassa un indice:
{\displaystyle g_{ij}A^{j}=A_{i}\,.}
La forma {\displaystyle g_{ij}} non ha bisogno di essere non-singolare per abbassare un indice, ma per ottenere l'inverso (e quindi alzare un indice) deve essere non-singolare.
Innalzare e poi abbassare lo stesso indice (o il viceversa) sono operazioni inverse, il che si riflette nel fatto che i tensori metrici covarianti e controvarianti sono uno l'inverso dell'altro:
{\displaystyle g^{ij}g_{jk}=g_{kj}g^{ji}={\delta ^{i}}_{k}={\delta _{k}}^{i}}
dove {\displaystyle \delta _{k}^{j}} è la delta di Kronecker o la matrice identità. Siccome ci sono diverse scelte di metriche con diverse segnature (segni degli elementi diagonali, cioè i componenti dei tensori con gli indici uguali), il nome e la segnatura è solitamente indicato per evitare confusione. Diversi autori usano metriche e segnature diverse per ragioni diverse.
Come regola mnemonica (sebbene scorretta), si potrebbe pensare di "cancellare" gli indici tra la metrica e il tensore, con la metrica che alza o abbassa l'indice. Nell'esempio di cui sopra, questa "regola" sarebbe:
{\displaystyle g^{ij}A_{j}={\cancel {g}}^{i{\cancel {j}}}A_{\cancel {j}}=A^{i}\,,}
Questa non è però una proprietà dei tensori dal momento che gli indici non si elidono come nelle equazioni.
Quando si alzano gli indici di quantità spaziotemporali, è utile scomporre nelle componenti "di tipo tempo" (con indice zero) e nelle componenti "di tipo spazio" (con indici 1, 2, 3, rappresentati per convenzione con lettere latine).

### Un esempio dallo spaziotempo di Minkowski
La quadriposizione covariante è data da
{\displaystyle X_{\mu }=(-ct,x,y,z)}
con componenti:
{\displaystyle X_{0}=-ct,\quad X_{1}=x,\quad X_{2}=y,\quad X_{3}=z}
(dove x,y,z sono le solite coordinate cartesiane) e la metrica di Minkowski con segnatura (− + + +) è definita come
{\displaystyle \eta _{\mu \nu }=\eta ^{\mu \nu }={\begin{pmatrix}-1&0&0&0\\0&1&0&0\\0&0&1&0\\0&0&0&1\end{pmatrix}}}
in componenti:
{\displaystyle \eta _{00}=-1,\quad \eta _{i0}=\eta _{0i}=0,\quad \eta _{ij}=\delta _{ij}\,(i,j\neq 0).}
Per alzare l'indice, si moltiplica per la metrica e si contrae:
{\displaystyle X^{\lambda }=\eta ^{\lambda \mu }X_{\mu }=\eta ^{\lambda 0}X_{0}+\eta ^{\lambda i}X_{i}}
quindi per {\displaystyle \lambda =0}:
{\displaystyle X^{0}=\eta ^{00}X_{0}+\eta ^{0i}X_{i}=-X_{0}}
e per {\displaystyle \lambda =j=1,2,3}:
{\displaystyle X^{j}=\eta ^{j0}X_{0}+\eta ^{ji}X_{i}=\delta ^{ji}X_{i}=X_{j}\,.}
Quindi la quadriposizione controvariante (con indice alzato) è:
{\displaystyle X^{\mu }=(ct,x,y,z)\,.}

## Tensori (ordini superiori)

### Ordine 2
Per un tensore di ordine 2, si alza ciascun indice moltiplicando due volte per il tensore metrico controvariante e contraendo negli indici diversi:
{\displaystyle A^{\alpha \beta }=g^{\alpha \gamma }g^{\beta \delta }A_{\gamma \delta }}
mentre per abbassare ciascun indice il tensore metrico in gioco è il covariante:
{\displaystyle A_{\alpha \beta }=g_{\alpha \gamma }g_{\beta \delta }A^{\gamma \delta }}

#### Un esempio dall'elettromagnetico classico in relatività ristretta
Il tensore elettromagnetico controvariante nella segnatura (+ − − −) è dato da
{\displaystyle F^{\alpha \beta }={\begin{pmatrix}0&-{\frac {E_{x}}{c}}&-{\frac {E_{y}}{c}}&-{\frac {E_{z}}{c}}\\{\frac {E_{x}}{c}}&0&-B_{z}&B_{y}\\{\frac {E_{y}}{c}}&B_{z}&0&-B_{x}\\{\frac {E_{z}}{c}}&-B_{y}&B_{x}&0\end{pmatrix}}}
in componenti:
{\displaystyle F^{0i}=-F^{i0}=-{\frac {E^{i}}{c}},\quad F^{ij}=-\varepsilon ^{ijk}B_{k}}
Per ottenere il tensore covariante {\displaystyle F_{\alpha \beta }}, si moltiplica per il tensore metrico e si contrae:
{\displaystyle {\begin{aligned}F_{\alpha \beta }&=\eta _{\alpha \gamma }\eta _{\beta \delta }F^{\gamma \delta }\\&=\eta _{\alpha 0}\eta _{\beta 0}F^{00}+\eta _{\alpha i}\eta _{\beta 0}F^{i0}+\eta _{\alpha 0}\eta _{\beta i}F^{0i}+\eta _{\alpha i}\eta _{\beta j}F^{ij}\end{aligned}}}
e siccome {\displaystyle F^{00}=0} e {\displaystyle F^{0i}=-F^{i0}}, questo si riduce a
{\displaystyle F_{\alpha \beta }=\left(\eta _{\alpha i}\eta _{\beta 0}-\eta _{\alpha 0}\eta _{\beta i}\right)F^{i0}+\eta _{\alpha i}\eta _{\beta j}F^{ij}}
Ora, per α = 0, β = k = 1, 2, 3:
{\displaystyle {\begin{aligned}F_{0k}&=\left(\eta _{0i}\eta _{k0}-\eta _{00}\eta _{ki}\right)F^{i0}+\eta _{0i}\eta _{kj}F^{ij}\\&={\bigl (}0-(-\delta _{ki}){\bigr )}F^{i0}+0\\&=F^{k0}=-F^{0k}\\\end{aligned}}}
e per antisimmetria, per {\displaystyle \alpha =k=1,2,3;\,\beta =0}:
{\displaystyle F_{k0}=-F^{k0}}
quindi infine per {\displaystyle \alpha =k=1,2,3;\,\beta =l=1,2,3}
{\displaystyle {\begin{aligned}F_{kl}&=\left(\eta _{ki}\eta _{l0}-\eta _{k0}\eta _{li}\right)F^{i0}+\eta _{ki}\eta _{lj}F^{ij}\\&=0+\delta _{ki}\delta _{lj}F^{ij}\\&=F^{kl}\\\end{aligned}}}
Il tensore con indici bassi (covariante) è pertanto:
{\displaystyle F_{\alpha \beta }={\begin{pmatrix}0&{\frac {E_{x}}{c}}&{\frac {E_{y}}{c}}&{\frac {E_{z}}{c}}\\-{\frac {E_{x}}{c}}&0&-B_{z}&B_{y}\\-{\frac {E_{y}}{c}}&B_{z}&0&-B_{x}\\-{\frac {E_{z}}{c}}&-B_{y}&B_{x}&0\end{pmatrix}}}

### Ordinen
Quando uno spazio vettoriale è munito di un prodotto scalare (o metrica, come è spesso detta in questo contesto), esistono operazioni che convertono un indice controvariante (superiore) in un indice covariante (inferiore) e viceversa. Una metrica è uno (0,2)-tensore (simmetrico), è quindi possibile contrarre un indice superiore di un tensore con uno degli indici bassi della metrica. Questo produce un nuovo tensore con la stessa struttura del precedente, ma con un indice basso al posto dell'indice alto contratto. Questa operazione è nota come abbassamento di un indice. Al contrario, una metrica ha come inversa un (2,0)-tensore. Questa metrica inversa può essere contratta con un indice basso per produrre un indice alto. Questa operazione è detta innalzamento di un indice.
Per un tensore di ordine n, gli indici sono alzati da:
{\displaystyle g^{j_{1}i_{1}}g^{j_{2}i_{2}}\cdots g^{j_{n}i_{n}}A_{i_{1}i_{2}\cdots i_{n}}=A^{j_{1}j_{2}\cdots j_{n}}}
e abbassati da:
{\displaystyle g_{j_{1}i_{1}}g_{j_{2}i_{2}}\cdots g_{j_{n}i_{n}}A^{i_{1}i_{2}\cdots i_{n}}=A_{j_{1}j_{2}\cdots j_{n}}}
e per un tensore misto:
{\displaystyle g_{p_{1}i_{1}}g_{p_{2}i_{2}}\cdots g_{p_{n}i_{n}}g^{q_{1}j_{1}}g^{q_{2}j_{2}}\cdots g^{q_{m}j_{m}}{A^{i_{1}i_{2}\cdots i_{n}}}_{j_{1}j_{2}\cdots j_{m}}={A_{p_{1}p_{2}\cdots p_{n}}}^{q_{1}q_{2}\cdots q_{m}}}